# Sophia von Kielmansegg
Sophia Charlotte von Kielmansegg, grevinna av Darlington och Leinster, född 1675, död 20 april 1725, var en tyskfödd brittisk adelsdam, utomäktenskaplig halvsyster till Georg I av Storbritannien. I Storbritannien, där hennes identitet som kungens syster inte var känd, troddes hon vara hans mätress. Hon hade ett nära förhållande till sin bror, tilltroddes stort inflytande över monarken och mottog många mutor och petitioner från supplikanter under sin tid vid hovet. I Storbritannien kallades hon allmänt "Elefanten" på grund av sin kraftiga övervikt.

## Biografi
Sophia von Kielmansegg var dotter till Clara Elisabeth von Meysenburg, friherrinna von Platen und Hallermund (1648–1700), och kurfurst Ernst August av Hannover. Lagligt sett var hon dotter till moderns make friherren, senare riksgreven, Franz Ernst von Platen (1631–1709), eftersom en gift kvinnas barn automatiskt räknades som makens barn, men hon var öppet erkänd som kurfurstens dotter, och fick 1689 titeln grevinna då hennes far upphöjdes från baron till greve. Hon gifte sig 1701 med friherre Johann Adolf von Kielmansegg (1668–1717). 
Sophia von Kielmansegg hade en mycket nära relation till sin halvbror Georg, men enligt Georgs mor hade Georg "såvitt hon kände till" inte ett sexuellt förhållande med Sophia. Då Georg år 1714 blev Storbritanniens monark följde hon honom till London med sin familj. Sophia blev en uppmärksammad figur vid det brittiska hovet, där hon förutsattes vara en mätress och behandlades som en sådan, vilket gav henne en inflytelserik ställning vid hovet; hon mottog därför enorma summor pengar som mutor av supplikanter. Hon rivaliserade med Melusine von der Schulenburg om inflytande över Georg, och då denna 1717 blev adlad inledde Sophia enligt ryktet en kampanj för att också blev det. Hon uppnådde sitt mål 1721, då hon också i sitt adelsvapen erkändes som kungens illegitima syskon.